# Rogers Communications
Rogers Communications Inc. (TSX: RCI.A, RCI.B, NYSE: RCI) è una delle più grandi compagnie di telecomunicazioni del Canada, in particolare nelle comunicazioni senza fili, la televisione via cavo, telefonia fissa e internet. Ha sede a Toronto in Ontario.

## Storia
Rogers Communications nasce nel 1925 come Rogers Vacuum Tube Company fondata da Edward S. Rogers Sr. che comincia come stazione radio CFRB.
Nel 1960, il figlio Edward S. "Ted" Rogers fonda la Rogers Radio Broadcasting Ltd..
L'anno successivo comincia la sua attività via cavo e senza fili come Rogers Cablesystems Ltd.
Il suo principale concorrente nel Canada orientale e centrale è Bell Canada, a cui si aggiunge Telus.
La Rogers Communications è azionista con una quota del 37,5% della Maple Leaf Sports & Entertainment Ltd. (MLSE) compagnia proprietaria del Toronto Calcio.